# Jan Preisler

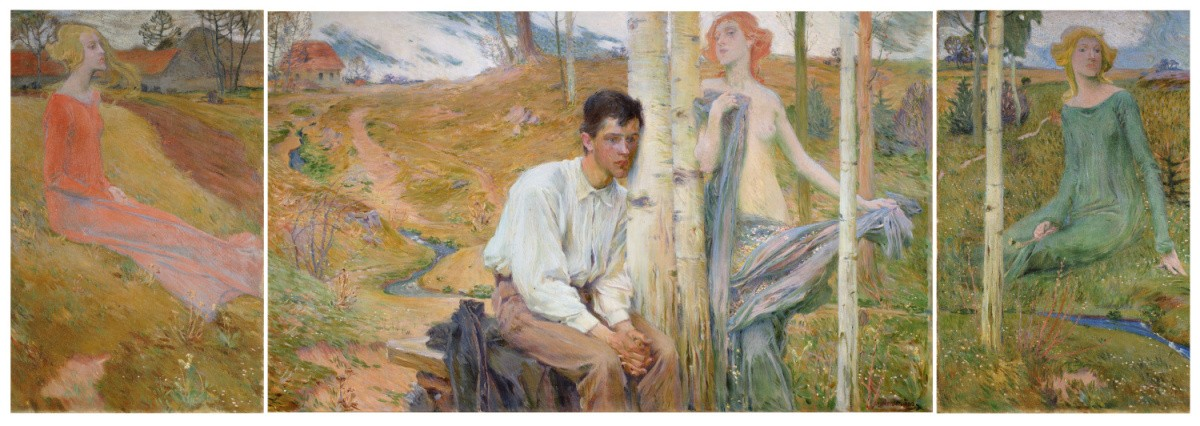
Jaro (1900), Západočeská galerie v Plzni, Pilsen

Jan Preisler (Králův Dvůr, 7 de febrero de 1872-Praga, 27 de abril de 1918) fue un pintor simbolista checo. 

## Biografía
Estudió en la Academia de Artes, Arquitectura y Diseño de Praga, donde fue discípulo de František Ženíšek (1887-1895). En 1902 viajó a Italia y en 1906 visitó Francia, Bélgica y Países Bajos. En 1906 expuso su obra en Venecia y, en 1911, en Roma. De regreso a su país fue profesor en la Academia de Praga.
En sus inicios recibió la influencia del luminismo neobarroco de Vojtěch Hynais, que aplicó la técnica impresionista a la pintura académica. Posteriormente recibió la influencia de Hans von Marées, Maurice Denis, Paul Gauguin y Pierre Puvis de Chavannes, que le decantó hacia el simbolismo. Su obra muestra la preocupación por el ser humano en todas las facetas de la vida, desde las sentimentales hasta la fantasía de cuentos y mitos, y apunta en buena medida hacia el expresionismo. Son obras que traslucen pesimismo y angustia, en consonancia con la literatura de Ibsen y Strindberg, cuya obra admiraba. Representaba por lo general temas espirituales, estados anímicos convertidos en algo tangible, en los que el propio artista exponía sus intenciones en la obra. Tiene aquí un elemento en común con Edvard Munch, artista al que admiraba Preisler.
Su técnica destacaba por el uso de colores lisos de tonos puros, con contrastes vivos e intensos. Entre 1905 y 1912 realizó una serie de grandes murales para el Ayuntamiento de Praga, el Banco de Bohemia y el Museo de Hradec Králové. Realizó también cartones para mosaicos.